# Herrera de Valdecañas
Herrera de Valdecañas ist ein nordspanisches Dorf und eine Gemeinde (municipio) mit 158 Einwohnern (Stand: 2024) in der Provinz Palencia in der Autonomen Gemeinschaft Kastilien-León.

## Lage und Klima
Herrera de Valdecañas liegt in der Region Tierra de Campos auf der kastilischen Hochebene in einer Höhe von ca. 830 m. Die Provinzhauptstadt Palencia befindet sich mit ihrem Stadtzentrum etwa 26 Kilometer (Fahrtstrecke) westsüdwestlich. Am nordwestlichen Rand der Gemeinde führt die Autovía A-62 entlang.
Das Klima im Winter ist durchaus kalt, im Sommer dagegen warm bis heiß; die eher spärlichen Regenfälle (ca. 518 mm/Jahr) fallen überwiegend im Winterhalbjahr.

## Bevölkerungsentwicklung
| Jahr      | 1970 | 1981 | 1991 | 2001 | 2011 | 2021 |
| Einwohner | 293  | 205  | 207  | 191  | 161  | 154  |

## Sehenswürdigkeiten

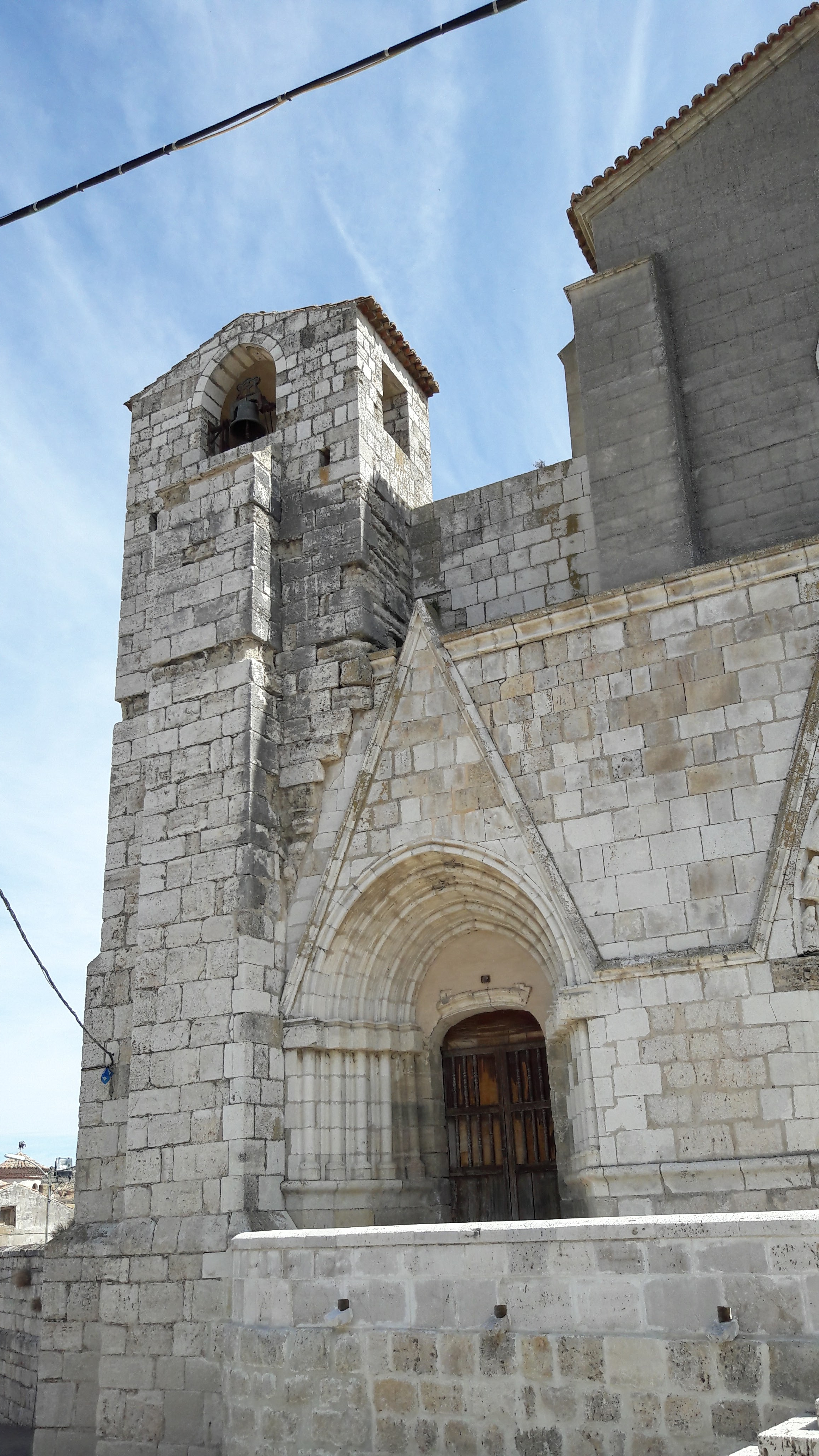
Cäcilienkirche
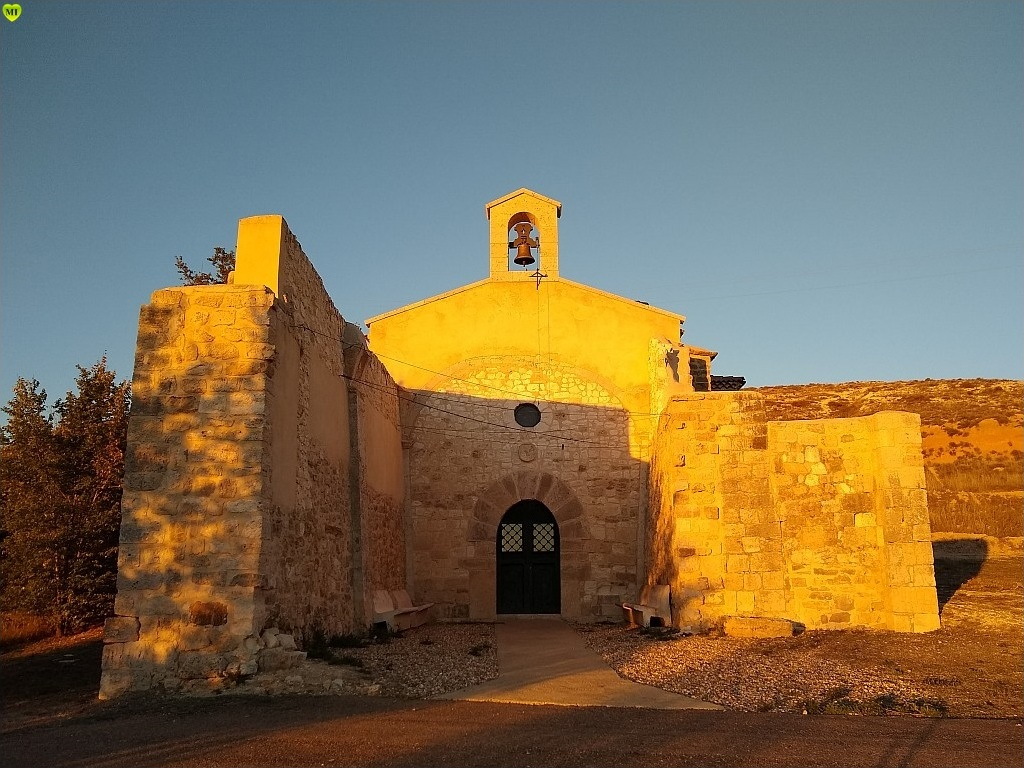
Marienkapelle
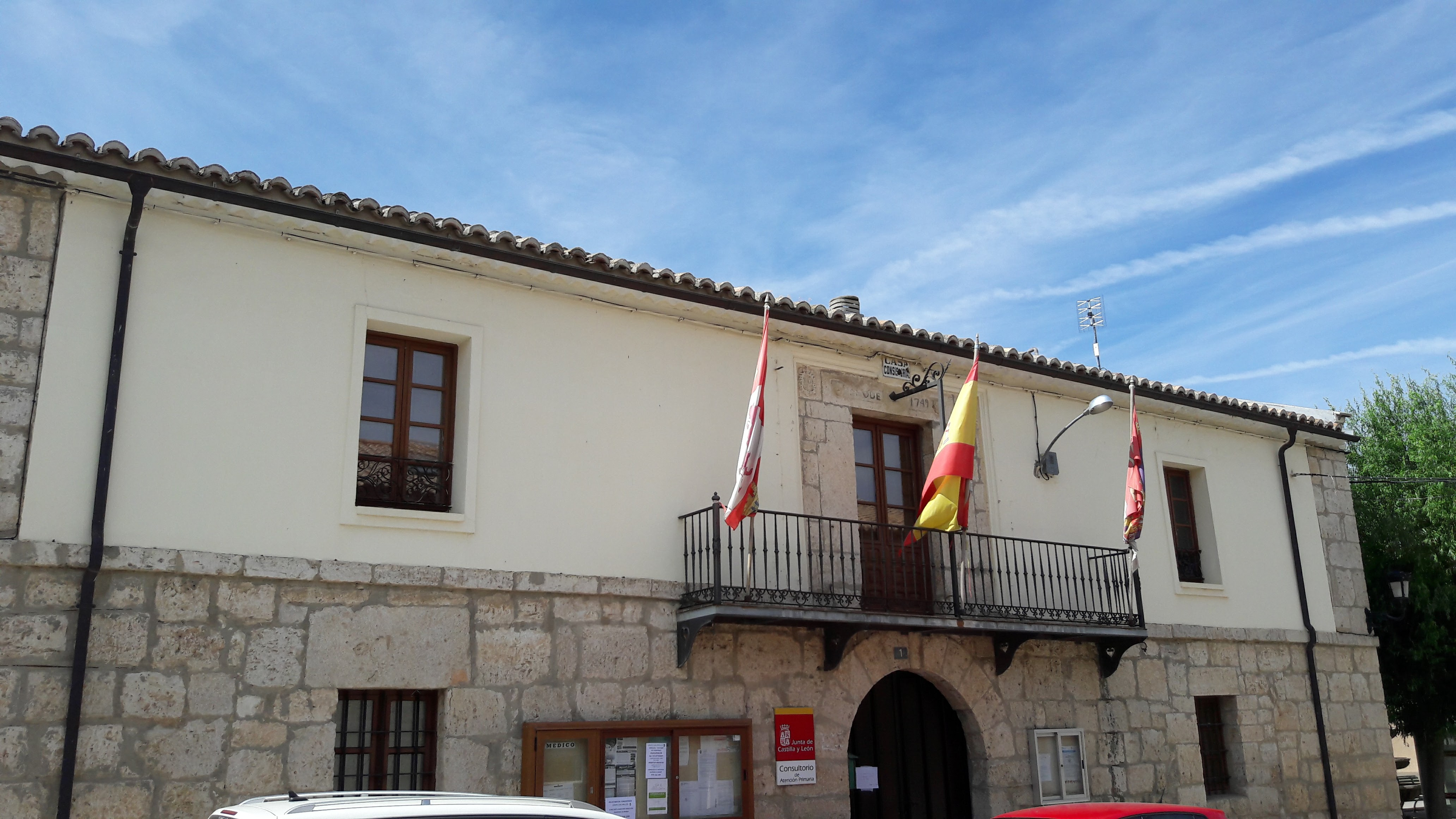
Rathaus

- Cäcilienkirche
- Marienkapelle
- Rathaus